# Минка (село, Челябинская область)
Минка — село в Усть-Катавском городском округе Челябинской области России.

## География
Расположено в месте слияния реки Минки и ручья Минка у юго-западной оконечности хребта Башташ, в 9 км к северо-востоку от Усть-Катава и в 200 км к западу от Челябинска. 
Через село проходит региональные автодороги 75К-258 Железнодорожная станция Минка — село Минка, 75К-261 Тюбеляс — село Минка.

## Население
| 2002 | 2010 |
| ---- | ---- |
| 319  | ↘251 |

По данным Всероссийской переписи, в 2010 году численность населения села составляла 251 человек (129 мужчин и 122 женщины).

## Улицы
Уличная сеть села состоит из 12 улиц.